# Велленгоф
Ве́лленгоф (нем. Wellenhof), также да́ча Ве́лленгоф и мы́за Кы́лтсу (эст. Kõltsu poolmõis) — бывшая полумыза на севере Эстонии в волости Харку уезда Харьюмаа.
Согласно историческому административному делению, относилась к Кегельскому приходу.

## История мызы
Находящуюся на берегу моря полумызу Кылтсу отделили от рыцарской мызы Пелькюль (нем. Pöllküll, эст. Põllküla mõis)) в 1806 году.
В начале 20-го столетия мыза принадлежала Вальтеру Карлу фон Мореншильду (Walter Karl von Mohrenschild).

## Главное здание
Главное здание мызы деревянное. Строение выполнено в модном в конце 19-го столетия стиле русского модерна и украшено деревянными узорами и башенкой.

## Современное состояние
В советское время здание мызы использовалось как пионерский лагерь, для нужд которого возвели несколько новых строений.
В настоящее время мыза находится в частном владении. Дополнительные здания не сохранились или изменены до неузнаваемости. Видимо, их особенно и не было, так как, помимо прочего, топографические карты XIX века причисляют мызу к дачной постройке. На военно-топографических картах Российской империи (1846–1863 годы), в состав которой входила Эстляндская губерния, мыза обозначена как Дача Велленгофъ.
Главное здание мызы и её парк внесены в Государственный регистр памятников культуры Эстонии; при инспектировании 5.09.2015 они находились в хорошем состоянии.